# Bukit Tempurung (Mendahara Ulu)
Bukit Tempurung is een bestuurslaag in het regentschap Tanjung Jabung Timur van de provincie Jambi, Indonesië. Bukit Tempurung telt 926 inwoners (volkstelling 2010).